# Ucalegont
Ucalegont (en grec antic Ούκαλέγων) va ser, segons la mitologia grega, un dels ancians companys de Príam, com ho eren Antènor, Antímac, Pàntou i Timetes.
A la Ilíada, el seu paper s'explica molt per damunt. Juntament amb altres troians d'avançada edat formava part del consell d'ancians que es reunia amb Príam periòdicament vora les Portes Escees a la ciutat de Troia, per parlar de la guerra o per donar opinions al rei sobre les tàctiques a seguir. Ucalegont i els ancians van discutir si hi hauria possibilitat d'una treva i de la fi de la guerra si es realitzava un duel entre Paris i Menelau, ja que tots dos es disputaven Helena, i que el que guanyés fos declarat vencedor. Aquesta solució no va ser possible.
A l'Eneida, Virgili explica la mort d'Ucalegont. La nit de la caiguda de Troia, la casa d'Ucalegont, que era prop de la d'Eneas va ser destruïda pel foc de les torxes enemigues i reduïda a cendres. Virgili no fa menció expressa de la mort de l'ancià, però la famosa frase Iam proximus ardet Ucalegon ("ja crema la casa propera d'Ucalegont") s'entén que vol indicar que va morir intoxicat o devorat pel foc. Aquesta locució llatina s'utilitza quan es parla d'un perill proper i imminent.
També es deia Ucalegont, segons una tradició obscura i antiga, el pare de l'Esfinx.